# Sequential Circuits

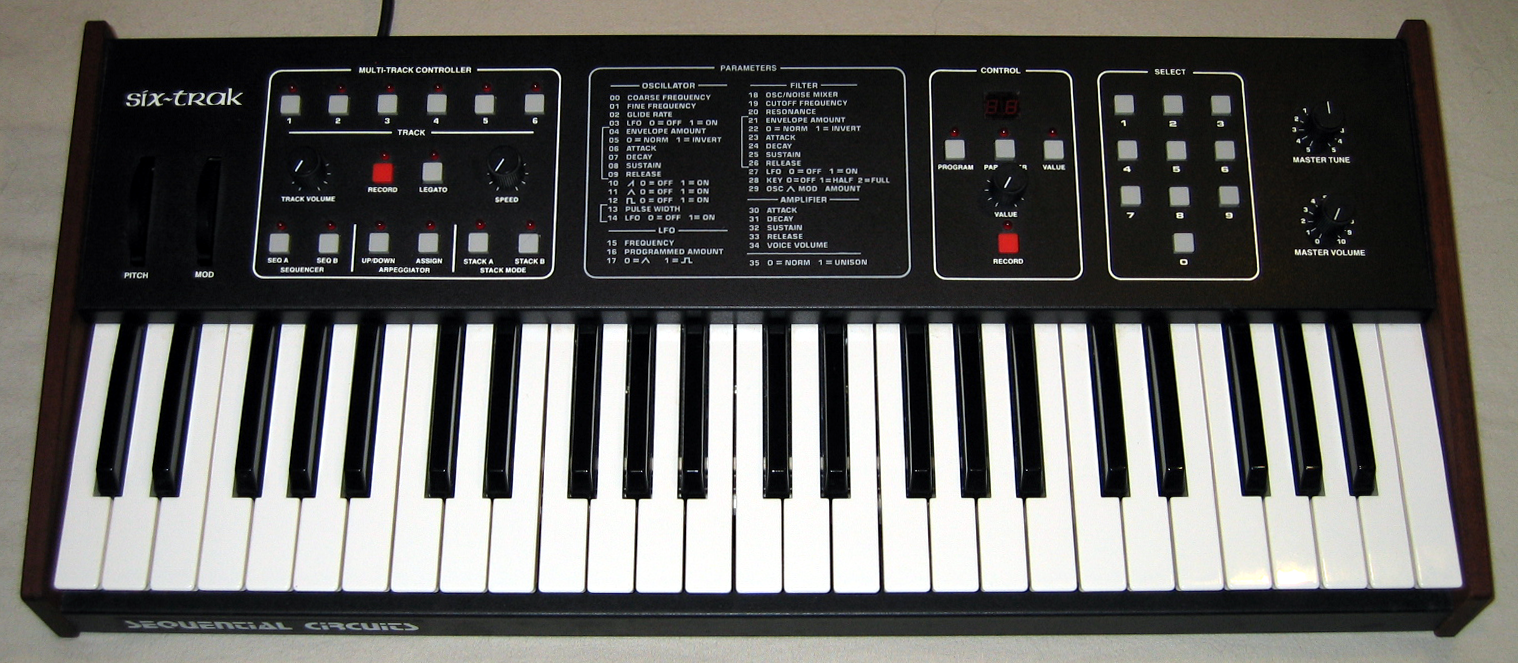
En SCI Six-Trak polyfonisk synthesizer med inbyggd sequencer.

Sequential Circuits Incorporated eller SCI skapades av Dave Smith under det tidiga 1970-talet för att bygga synthesizers och sequencers. Till att börja med byggde företaget enheter åt andra men senare kom man att leda utvecklingen bland annat genom syntarna i Prophet-serien, utvecklandet av vektorsyntesen (engelska: Vector synthesis) och sitt engagemang i utvecklingen av standarden MIDI. 1987 såldes företaget till Yamaha och Dave Smith började jobba åt Korg där han var med att utveckla Korg Wavestation och många av hans idéer från Sequential Circuits finns med både där och i Yamahas SY-syntar.

## Dave Smith Instruments
Idag lever Seqential Circuits vidare i Dave Smith Instruments, DSI, som tillverkar den innovativa Evolver-serien av synthesizers.